# Crescenzo D'Amore
Crescenzo D'Amore (Napels, 2 april 1979 – Pomigliano d'Arco, 30 november 2024) was een Italiaans wielrenner. D'Amore was vooral een sprinter, maar won weinig wedstrijden. Wel werd hij tweede in het Intergiro-klassement van de Ronde van Italië van 2004.
D'Amore werd dood aangetroffen in zijn auto na een verkeersongeval. Hij overleed op 45-jarige leeftijd.

## Belangrijkste overwinningen
1997
- Wereldkampioen op de weg, Junioren

2000
- 3e etappe Ronde van Argentinië

2004
- 3e etappe Internationale Wielerweek

## Resultaten in voornaamste wedstrijden
| Jaar | Ronde van Italië | Ronde van Frankrijk | Ronde van Spanje |
| ---- | ---------------- | ------------------- | ---------------- |
| 2003 | buiten tijd      |                     |                  |
| 2004 | 123e             |                     |                  |

Baffi · Bartoli · Beltrán · Bettini · Bodrogi · Bramati · Chesini · Cioni · D'Amore · Faresin · Fernández Ginés · Figueras · Fornaciari · Freire  · Hoste · Hulsmans · Koehler · Lanfranchi · Leysen · McRae · Merckx · Museeuw · Nardello · Nocentini · Noè · Paolini · Peeters · Pozzato · Ratti · Rizzi · Rodriguez · Scinto · Steels · Tafi · Tani · Tonkov · van Heeswijk · Wegelius · Zanini · Cancellara (stagiair) · Petrov (stagiair) · Rogers (stagiair)
Aggiano · Baffi · Ballerini (tot 15/04) · Bartoli · Beltrán · Bettini · Bodrogi · Bramati · Cañada · Cancellara · Cheula · Cioni · D'Amore · Eisel · Fornaciari · Freire  · Garzelli · Gasparre · Horrillo · Hulsmans · Koehler · Lanfranchi · Leysen · McGrory · Nardello · Nocentini · Noè · Paolini · Petrov · Pozzato · Ratti · Rizzi · Rogers · Scinto · Sinkewitz · Steels · Tafi · Tani · Wegelius · Zanini · Zerzáň · Davis (stagiair) · Devolder (stagiair) · Willems (stagiair)
Battiston ·
Dal Cin · 
D'Amore ·  
Frattini · 
Hvastija · 
Klemenčič · 
Knöpfle ·
Lelekin · 
Marini ·
Pietropolli ·  
Pozzi · 
Tonetti · 
Zanetti · 
Manion (stagiair) · 
McPartland (stagiair) 
Boesjko (stagiair) · Bruson · Camussa · Cannone · Colo (stagiair) · D'Amore · Di Lorenzo · Di Silvestro · Genovesi · Lanzoni (stagiair) · Maisto · Reda · Ricciardi · Rossi · Signego · Tizza · Zagorodni